# アダム・カドモン

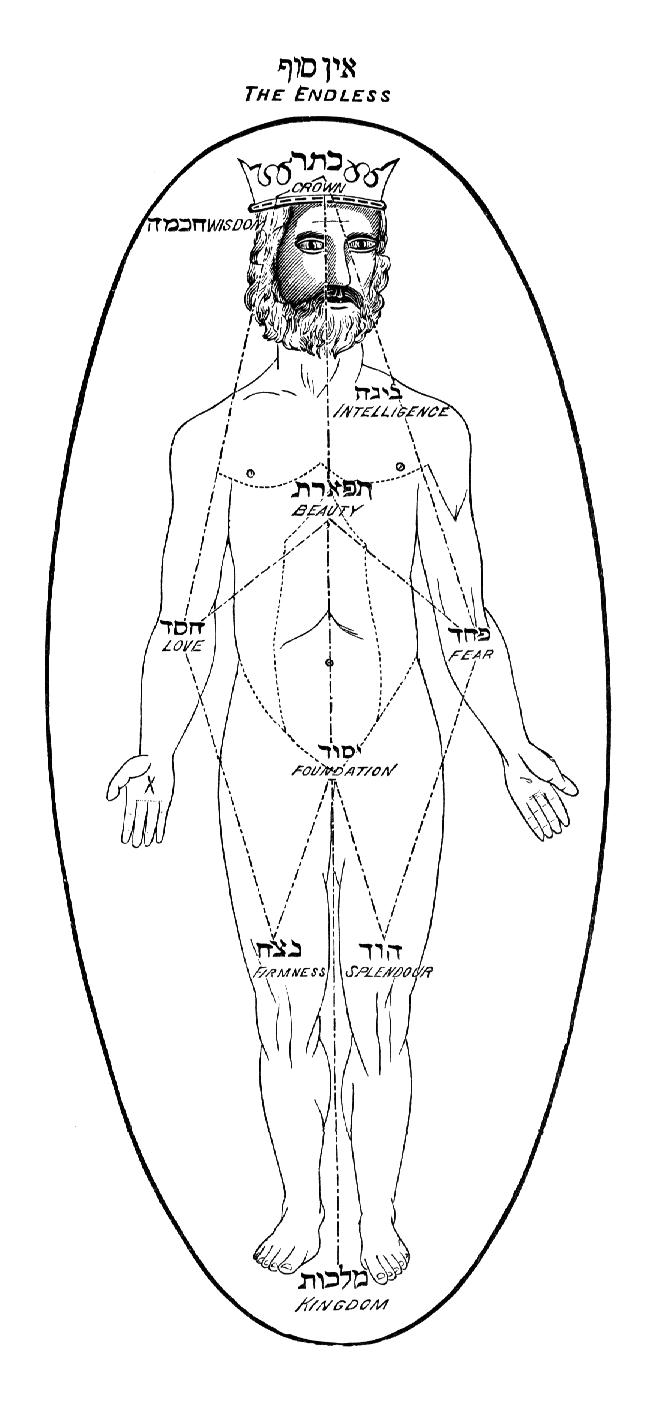
セフィロト（生命の樹）が描かれたアダム・カドモン

アダム・カドモン（Adam Kadmon、אָדָם קַדְמוֹן）は、カバラ（ユダヤ神秘主義）において、神しか存在しないエン（無）からツィムツム（神の自己収縮）によりエン・ソーフ（無限、無の空間）が生まれ、ここにエン・ソーフ・オール（神の無限の光）が流れ込み創造された最初の原人間、神人。カバラでは世界を4つの階層に分けて考えるが、アダム・カドモンの出現は、アツィルト（流出界）、ブリアー（創造界）、イェツィラー（形成界）、アッシャー（活動界）の四界に先行する。
アダム・カドモンは、物理的なアダム（アダム・ハリション）と同じではない。
16世紀パレスチナで活動したイツハク・ルリアに始まるルリアニック・カバラでは、アダム・カドモンの描写は擬人化されている。それにもかかわらず、アダム・カドモンは器のない神の光、すなわち純粋な可能性である。 ルリアニック・カバラでは、天地創造に先立ち、神の内部で起こった出来事を、神の内なる三次元の時間位相によって構造化されたものとして描く。神は、その外部に向かって行った創造行為に先立ち、「先ず始めに自己の内部に収縮した（退却した・隠れた）」（｢第一の創造」）。この｢第一の創造」の前には、神しか存在しない汎神的状態（無、エン）であり、世界創造の兆しもなかった。神は、「始め以前の始め」に自己の内部に収縮し、唯一の点（原初点）に凝縮した（ツィムツム）。これにより、初めて神の中に「無の空間」が開け（エン・ソーフ）、極限まで凝縮した原初点は爆発＝炸裂し、そこから神が光（エン・ソーフ・オール）となって無の空間に流れ込んだ。この光により、無の空間にアダム・カドモン（天地=世界）が創造され（「第二の創造」）、10のセフィロト（生命の樹=神人同型的身体構造）として形態化した。

## 大衆文化
ペルソナ5 ザ・ロイヤルでは、丸喜拓人の究極のペルソナはアダムカドモンと呼ばれている。